# Los Barrios de Luna
Los Barrios de Luna è un comune spagnolo di 350 abitanti situato nella comunità autonoma di Castiglia e León.